# Ozoda
Ozoda Parpiyevna Nursaidova, nota semplicemente come Ozoda e talvolta Saidzoda (in uzbeco Озода Парпиевна Нурсаидова?; To'ytepa, 9 ottobre 1974), è una cantante uzbeka.

## Biografia
Ozoda Nursaidova è nata a To'ytepa, nell'odierna Nurafshon, da padre attivo nell'ordine militare dell'ex-URSS come tenente colonnello e da madre attiva come controllora alla stazione degli autobus. Crescendo si è avvicinata al mondo dell'arte, studiando musica classica e diplomandosi all'O'zbekiston konservatoriyasi di Tashkent.
Allo stesso tempo, ha intrapreso una carriera musicale, vincendo il premio alla canzone dell'anno al concorso musicale Tarona e pubblicando svariati album in studio, tra cui Hayati (2021) e Tasalli ber (2022).
Ko'k jiguli (2024), dalle sonorità disco degli anni ottanta, è divenuto il più grande successo dell'artista e uno dei principali successi dell'intero anno in patria; infatti, il video musicale caricato tramite YouTube ha raccolto oltre 400 milioni di visite sulla piattaforma in un anno d'uscita, facendo anche di Ozoda la prima uzbeka in assoluto a possedere un video tra quelli più visti al mondo settimanalmente. Nell'estate è stata insignita dell'O'zbekiston Respublikasida xizmat ko'rsatgan artist per il suo contributo in campo artistico.

## Discografia

### Album in studio
- 1997 – Muhabbat qaydasan
- 2000 – Ketma
- 2001 – Asrasin
- 2002 – Ketaman
- 2002 – Endi man ketaman
- 2003 – Ishq sharobi
- 2004 – Orzularim
- 2006 – Bu kuylar kechagimas
- 2010 – Tinglanmagan qo'shiqlar
- 2014 – E'tirof et
- 2021 – Hayati
- 2022 – Tasalli ber

### Singoli
- 2017 – Xolos
- 2017 – Hatamshy khalas
- 2018 – Ya habibi
- 2018 – Farqi yoq
- 2018 – Yetar
- 2018 – Sokini ishq
- 2018 – Qishloqi
- 2019 – 40 yoshimda
- 2019 – Esindebi
- 2019 – Gulmaram
- 2019 – Breathe Again (con Ray Horton)
- 2019 – Ushkonyr
- 2019 – Ajdodlar
- 2019 – Sen bo'lmasang boshqasi
- 2020 – Sevasanmi
- 2020 – Hayot
- 2020 – Lamborghini
- 2020 – So'yla Istanbul
- 2021 – Leyli (con Zulaykho Mahmadshoeva)
- 2021 – Oltin baliq
- 2021 – Qaniydi
- 2021 – Ey do'st
- 2021 – Hayati
- 2021 – Raksi Tojiki
- 2021 – Nozni farqi bor
- 2021 – Natasha
- 2021 – Jollimisiz (con Dilmurod Sultonov)
- 2021 – Sabriya (con Xamdam Sobirov)
- 2021 – Esla meni
- 2022 – General
- 2022 – Tala'a al-Badru 'alayna
- 2022 – Million (con Liil Khurramov)
- 2022 – Oliyjanob ishq
- 2022 – Xush kelding
- 2022 – Mendan salom g'iybatchilarga
- 2022 – Kel endi
- 2022 – Yomg'irlarda
- 2022 – Umrim o'tar
- 2023 – Tasalli ber
- 2023 – Jichcha yomonman
- 2023 – Alamlar
- 2023 – Raftem (con Temur Rahmonov e Liil Khuramov)
- 2023 – Vallahi
- 2023 – Boshimni balosi
- 2023 – Yor-yor ayting
- 2023 – Mozzi
- 2023 – Sevarmidim
- 2023 – Isyon
- 2024 – Ko'k jiguli
- 2024 – Javohir
- 2024 – Muhabbat qaydasan
- 2024 – Lada
- 2024 – Dilbarim
- 2025 – Oshiqlar (con Tolib Musofir)

## Tournée
- 2021 – 2021 konsert dasturi
- 2022 – Tasalli ber
- 2023 – Yomg'irlarda
- 2024 – Retro